# 5 mai
ianuarie • februarie • martie  • aprilie  • mai  • iunie  • iulie  • august  • septembrie  • octombrie  • noiembrie  • decembrie
5 mai este a 125-a zi a calendarului gregorian și ziua a 126-a în anii bisecți. Mai sunt 240 de zile până la sfârșitul anului.

## Evenimente

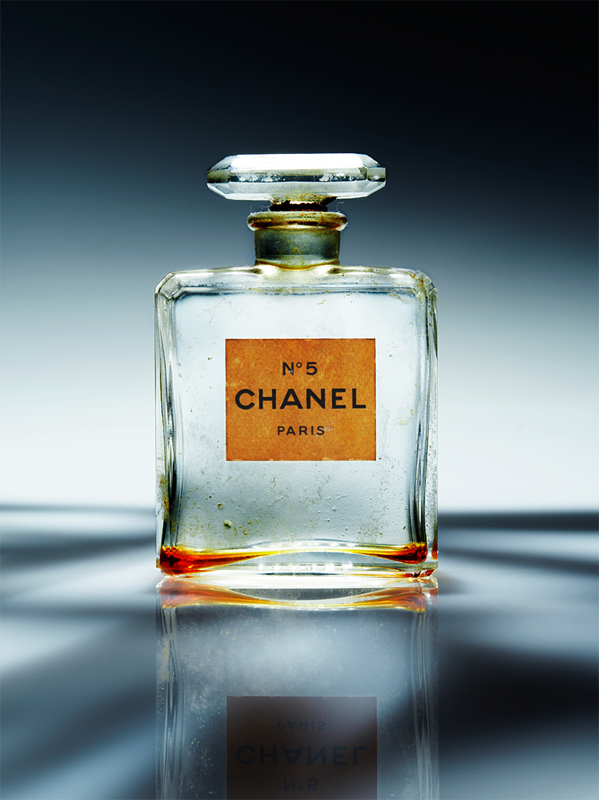
1921: Creatoarea de modă francez Coco Chanel prezintă marca de parfum Chanel No. 5, unul dintre primele parfumuri produse sintetic, în a 5-a zi a lunii a 5-a.

1945: Începutul Insurecției din Praga. În imagine rezistența cehă salută tancurile Armatei Roșii intrate în Praga la 9 mai 1945.

- 0553: Începe Al doilea conciliu de la Constantinopol.[1]
- 1260: Kublai han devine conducător al Imperiului mongol.[2]
- 1640: Regele Carol I al Angliei dizolvă Parlamentul cel Scurt.[3]
- 1762: Rusia și Prusia semnează Tratatul de la Sankt Petersburg, care a pus capăt luptei în războiul de Șapte Ani.
- 1789: Se convoacă, la Versailles, Adunarea Stărilor Generale (care nu mai fusese convocată din anul 1614). Începutul Revoluției franceze.
- 1835: Se pune în funcțiune prima linie de cale ferată din Europa în Belgia, între Bruxelles și Mechelen.
- 1821: Împăratul Napoleon I moare în exil pe Insula Sfânta Elena în Oceanul Atlantic.
- 1827: După moartea regelui Frederic Augustus I de Saxonia urmează la tron fratele său, Anton.
- 1891: Inaugurarea celebrei săli de concerte „Carnegie Hall" din New York.
- 1912: Apare primul număr al ziarului „Pravda" – ziar independent (până la 22 august 1991, organ al CC al PCUS).
- 1919: A fost creată, la Geneva, Liga Societăților de Cruce Roșie (LORCS), ca organ de legatură permanentă între societățile naționale de Cruce Roșie.
- 1921: Creatoarea de modă francez Coco Chanel prezintă marca de parfum Chanel No. 5, unul dintre primele parfumuri produse sintetic, în a 5-a zi a lunii a 5-a.
- 1945: Al Doilea Război Mondial: Insurecția din Praga începe ca o încercare a rezistenței cehe de a elibera orașul de sub ocupația nazistă.
- 1949: A fost înființat Consiliul Europei.
- 1950: Bhumibol Adulyadej se auto-încoronează ca regele Rama al IX-lea al Thailandei.
- 1954: În Paraguay, generalul Alfredo Stroessner preia puterea prin lovitură de stat.
- 1955: A intrat în vigoare Acordul privind crearea Uniunii Europei Occidentale (UEO), semnat la Paris, 23 octombrie 1954.
- 1955: Începe să funcționeze Uniunea Europei Occidentale (UEO), în baza acordului semnat de către Belgia, Franța, Luxemburg, Olanda și Marea Britanie, la 17 martie 1948. UEO este singura organizație europeană cu componentă de apărare înființată în perioada războiului rece.
- 1957: La Televiziunea Română a avut loc prima transmisie sportivă în direct: meciul de rugbi Anglia-România.
- 1964: Consiliul Europei declară ziua de 5 mai ca Ziua Europei.
- 1988: Televiziunea niponă a efectuat prima transmisiune în direct de pe Muntele Everest, cel mai înalt din lume.
- 1999: Indonezia și Portugalia au semnat un acord prin care să sprijine realizarea autonomiei provinciei Timor.
- 2001: Ilie Ilașcu a fost eliberat din Închisoarea Hlinoaia (Tiraspol).
- 2002: După ce în primul tur de scrutin Jacques Chirac a obținut 19,88% din voturi, în al doilea tur de scrutin obține 82,21%, împotriva lui Jean-Marie Le Pen al Frontului Național, și este confirmat ca președinte al Franței.
- 2004: Guvernul premierului Silvio Berlusconi a intrat în cartea recordurilor pentru că a reușit să reziste 1.060 de zile la putere, devenind cel mai longeviv guvern din istoria Italiei postbelice.
- 2021: Cel mai mare urs brun din România, și probabil din Uniunea Europeană, Arthur (17 ani), a fost ucis de către prințul Emanuel von und zu Liechtenstein, în localitatea Ojdula, județul Covasna, acesta venind în România special pentru a-l împușca.[4]
- 2025: Coaliția de guvernare PSD–PNL–UDMR–minorități s-a rupt la mai puțin de cinci luni de când a fost creată, ca urmare a deciziei social-democraților de a rupe acordul după ratarea intrării în turul 2 al alegerilor prezidențiale a candidatului comun, Crin Antonescu. Marcel Ciolacu și-a depus demisia din funcția de premier.[5][6]

## Nașteri
- 1210: Afonso al III-lea al Portugaliei (d. 1279)
- 1747: Leopold al II-lea, Împărat al Sfântului Imperiu Roman (d. 1792)
- 1813: Sören Aabye Kierkegaard, teolog și filosof danez (d. 1855)
- 1818: Karl Marx, filosof și economist german (d. 1883)
- 1819: Stanislaw Moniuszko, compozitor polonez (d. 1872)
- 1821: Jean-Louis Hamon, pictor francez (d. 1874)
- 1826: Împărăteasa Eugenia a Franței, soția lui Napoleon al III-lea (d. 1920)

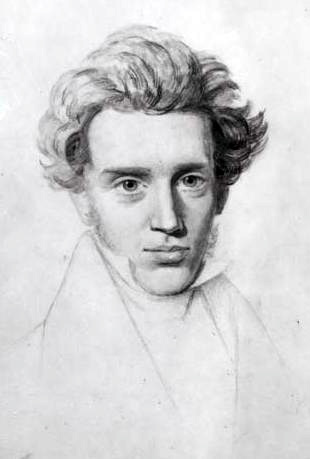
Sören Aabye Kierkegaard, teolog și filosof danez
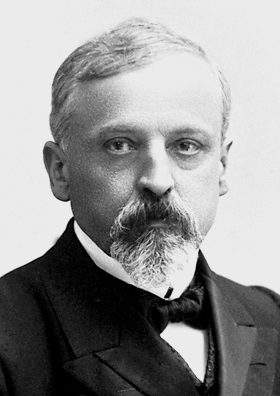
Henryk Sienkiewicz, scriitor polonez, laureat Nobel
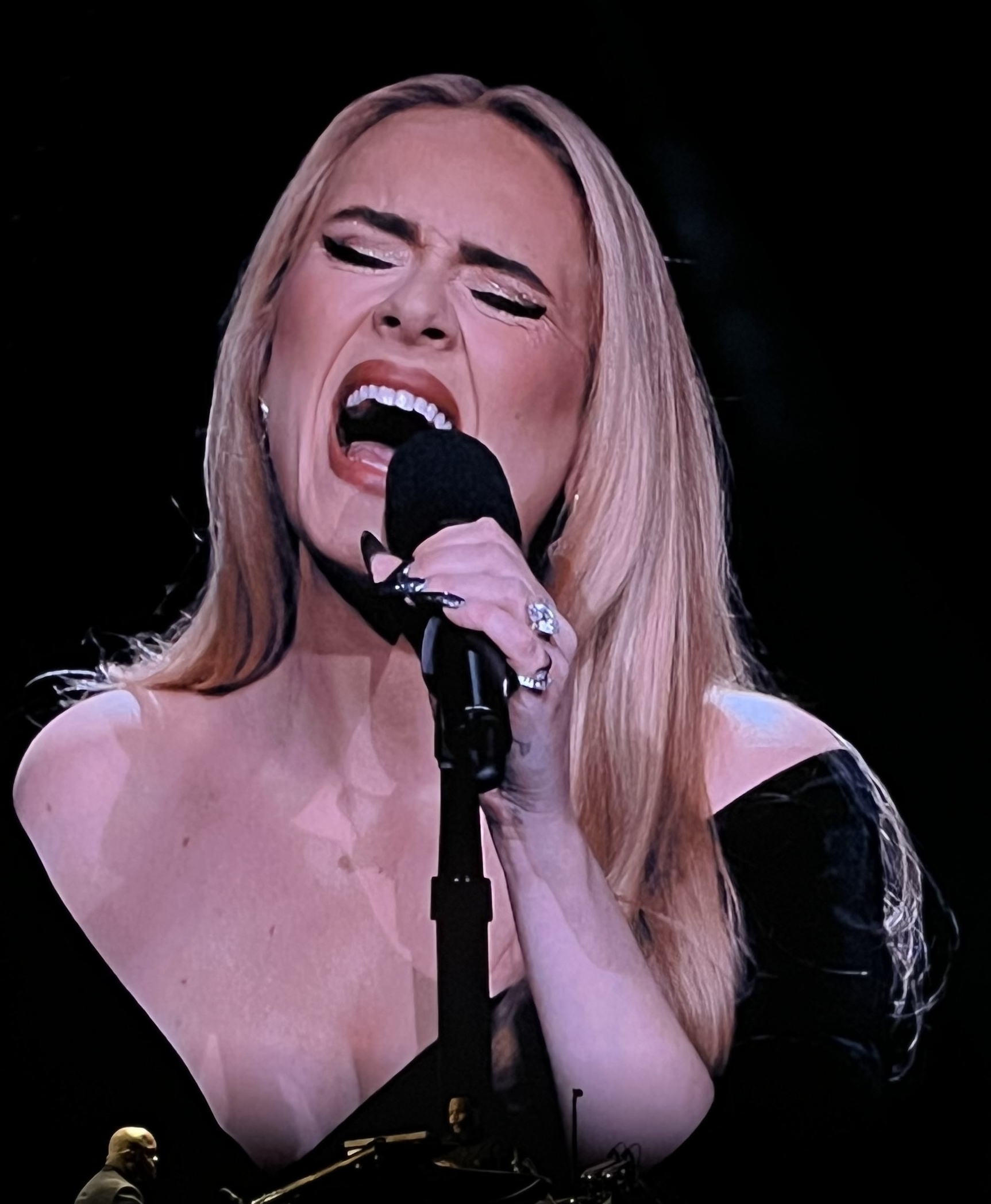
Adele, cântăreață britanică

- 1846: Henryk Sienkiewicz, scriitor polonez, laureat al Premiului Nobel (d. 1916)
- 1863: Jules Ernest Renoux, pictor francez (d. 1932)
- 1871: Vicente Castell, pictor spaniol (d. 1934)
- 1892: Dorothy Garrod, arheologă și cercetătoare britanică (d. 1968)
- 1909: Idel Ianchelevici, sculptor și pictor franco-belgian de origine română (d. 1994)
- 1913: Octavian Bârlea, teolog și istoric român (d. 2005)
- 1919: Mihnea Gheorghiu, scriitor și traducător român (d. 2011)
- 1919: Georgios Papadopoulos, dictator grec (d. 1999)
- 1921: Arthur Schwalow, fizician american, laureat Nobel (d. 1999)
- 1936: Ion Dumeniuc, lingvist, profesor universitar, publicist și om de stat moldovean (d. 1992)
- 1947: Vojkan Borisavljević, compozitor și dirijor sârb (d. 2021)
- 1947: Ion Preda, politician român (d. 2007)
- 1948: Gheorghe Tătaru, jucător român de fotbal (d. 2004)
- 1955: Emil Klein, violoncelist și dirijor român (d. 2004)
- 1956: Ștefan Mitroi, prozator, poet, dramaturg, publicist, traducător român
- 1965: Irina Schrotter, creatoare română de modă
- 1972: Brigitta Boccoli, actriță italiană
- 1973: Radu Ghidău, jurist și politician român
- 1978: Alexandrina, artistă originară din Republica Moldova
- 1979: Aurelia Brădeanu, handbalistă română
- 1980: Yossi Benayoun, fotbalist israelian
- 1983: Henry Cavill, actor britanic
- 1986: Alexandrina Barbosa, handbalistă portugheză
- 1988: Adele, cântăreață britanică
- 1989: Chris Brown, cântaret american
- 1996: Jai Hindley, ciclist australian

## Decese
- 0311: Galerius, împărat roman
- 1525: Friedrich al III-lea, Elector de Saxonia (n. 1463)
- 1588: Giorgio Biandrata, medic italian, reformator religios în Transilvania (n. 1515)
- 1705: Leopold I, Împărat al Sfântului Imperiu Roman (n. 1640)
- 1714: Charles, Duce de Berry, membru al Casei de Bourbon  (n. 1686)
- 1821: Napoleon Bonaparte, împărat al Franței (1804–1814 și 1815) (n. 1769)
- 1827: Frederic Augustus I, rege al Saxoniei (n. 1750)
- 1901: Jules Laurens, pictor francez (n. 1825)
- 1904: Jókai Mór, scriitor și publicist ungur (n. 1825)

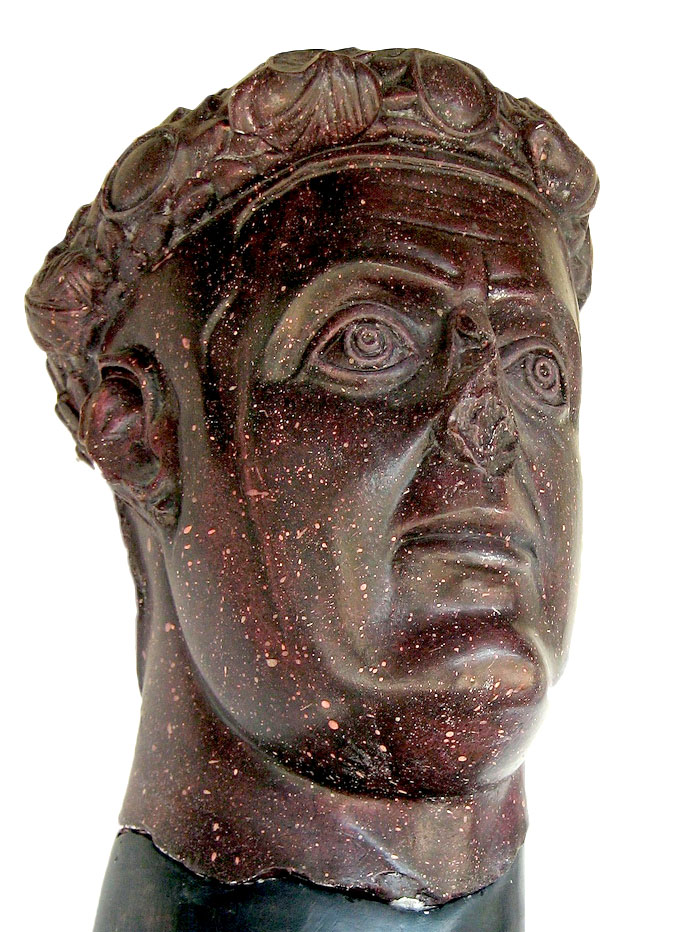
Galerius, împărat roman
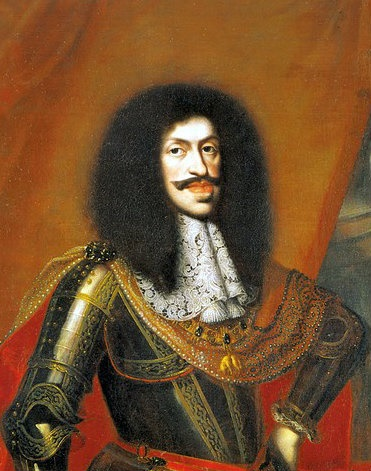
Leopold I, Împărat al Sfântului Imperiu Roman
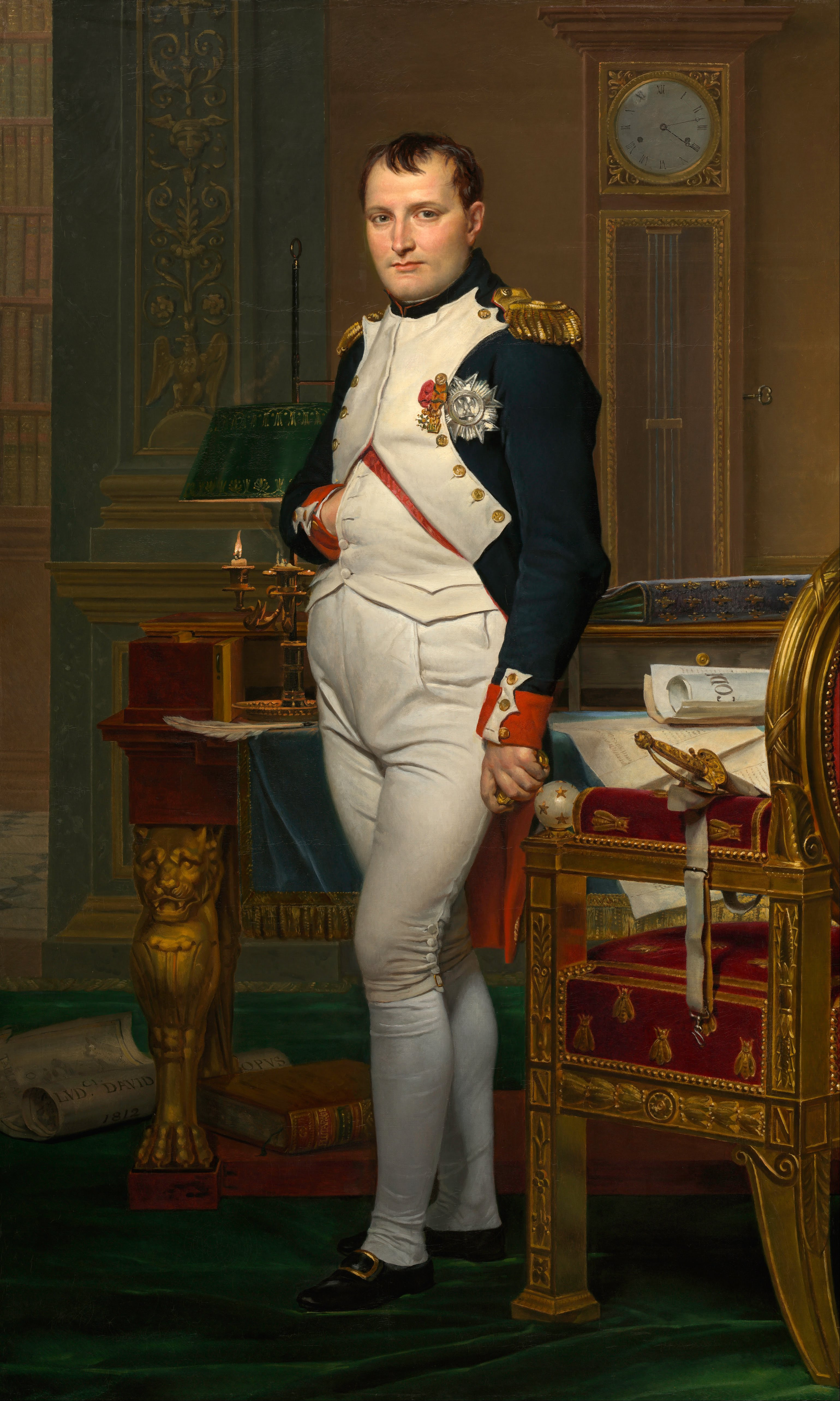
Napoleon Bonaparte, împărat al Franței

- 1913: Henry Moret, pictor francez (n. 1856)
- 1948: Sextil Pușcariu, filolog, istoric literar, memorialist, poet român (n. 1877)
- 1954: Henri Laurens, sculptor francez (n. 1885)
- 1972: Oscar Szuhanek, pictor român (n. 1887)
- 1977: Ludwig Erhard, economist și politician german, cancelar al Germaniei (n. 1897)
- 1979: Fritz Kimm, pictor român de naționalitate germană (n.  1890)
- 2006: Zoe Dumitrescu-Bușulenga, critic literar român (n. 1920)
- 2010: Mircea Angelescu, medic infecționist român (n. 1923)
- 2010: Umaru Yar'Adua, președinte al Nigeriei (n. 1951)
- 2011: Claude Choules, ultimul veteran al Primului Război Mondial (n. 1901)
- 2012: Carl Johan Bernadotte, conte de Wisborg (n. 1916)
- 2012: George Knobel, antrenor olandez de fotbal (n. 1922)
- 2022: Kenneth Welsh, actor canadian (n. 1942)
- 2024: César Luis Menotti, fotbalist și antrenor argentinian (n. 1938)

## Sărbători
- Danemarca: Ziua Eliberării (1945)
- Etiopia: Ziua Eliberării (1941)
- Mexic: Cinco de Mayo (1862)
- Japonia: Ziua Copiilor (Kodomo no hi)
- Coreea de Sud: Ziua Copiilor
- Kirghistan: Ziua Constituției
- Tailanda: Ziua Încoronării
- Ziua Internațională a Moașelor
- Ziua Culturii Lusofone
- Albania: Ziua Martirilor
- Etiopia: Ziua Victoriei Patrioților
- Palau: Ziua Persoanelor Vârstnice
- Ziua Parolei (doar in 2022)